# Па'чан
Па'чанське царство — маянська держава на території сучасного штату Чіапаса (Мексика), що утворилася на початку IV століття. Тривалий час боролася за панування над сусідами, зрештою у IX ст. загинула. Назва перекладається як «Розколене небо».

## Заснування
Початок державі поклало поселення, яке місцеві мая назвали Танха'па'чан («Посеред води розколоте небо»). Воно наразі більш відоме як Яшчилан. Стосовно перетворення поселення на місто-державу та затвердження монархії на тепер замало відомостей. Засновником династії вважався Йо'паат-Балам I, якого пов'язують із «Пагорбами Агави» (визначається в межах археологічної пам'ятки Ель-Мірадор). На думку дослідників, до цих кордонів простягалася потужна держава в Ель-Мірадорі, яка потім розпалася на менші, де правили представники мірадорської династії. Але ця гіпотеза ще достеменно не підтверджена.
З приводу дати воцаріння засновника династії серед фахівців немає єдиної думки. За різними версіями він почав правити у 290, 307 або 359 році. Вважається, що він скинув залежність Па'чана від царства Йокіб-Кін, а потім намагався затвердити з ними рівновагу.
Наступні правителі (Іцамнаах-Б'алам I, Яшун-Б'алам I, Яш-Шукуб'-Холь) продовжили політику засновника династії, намагаючись спочатку довести свою рівність із більш ранніми державами, потім розширити свій вплив. Перші значні успіхи па'чанських володарів припадають на панування К'ініч-Татб'у-Холя I, який завдав поразки державі Ак'є, захопивши її царя Яшун-Б'алама.
Великий наступ на Йокіб-Кінське царство розпочав Хац'о'м-Холь, який у 426 році (за іншою версією — 460 року) захопив царя Іцам-К'ан-Ака I. На його час припадають перші значні будівлі, найвідомішою з яких є «Будинок Чотирьох нетопирів» 454 року («Наах Чан Сууц'наль», археологами позначено як «Будівля 22»). Війна тривала за наступного па'чанського ахава Яшун-Б'алам II, який у 478 році завдав військам Йокіб-Кіна відчутної поразки.
Син Яшун-Б'алам II — Таб'-Б'алам I вимушений був протидіяти коаліції держав Ак'є та Йокіб-Кін. Втім за його тривалий час йому не вдавалося досягти значних успіхів. У 490 році він стикнувся ще з одним ворогом — Мутульським арством. Але у 505 і 508 роках війська Па'чан завдали рішучих поразок ворожій коаліції. З 1510 року Па'чан стикнувся з новою загрозою — Йокіб-Кін отримав підтримку з боку калоомте Теотіуакана Тахоом-Ук'аб'-Тууна. Втім із нагоди закінчення к'атуна 9.4.0.0.0, 13 Ахав 18 Яш (18 жовтня 514 року) Таб'-Б'алам I встановив Стелу 27 — найраніший із відомих монументів Яшчилану. Водночас було утворено військовий союз із Лакамтууном та Вабе. Проте вже у 518 році Таб'-Б'алам I зазнав поразки й вимушений був визнати зверхність Йокіб-Кіна.
Поразки спричинило повалення Таб'-Б'алама I, замість якого став правити його брат К'ініч-Татб'у-Холь II. Між 526 і 537 роками він захопив у полон родичів царів Лакамтууна і Ак'є. Також за його правління Па'чан звільнився від впливу Йокіб-Кіна. Останній до того часу став союзником Канульского царства, з яким па'чанський цар втягнувся у війну. У 537 році К'ініч-Татб'у-Холь II захопив у полон Навакаль-Тіпіна, людину з роду канульського царя Туун-К'аб'-Хіша.
Політику відновлення свого статусу та водночас протидії зазіханням сусідів продовжили наступні ахави. Таб'-Б'алам II у 564 році завдав поразки царству Шукульнах. Наступний цар Іцамнаах-Б'алам II вступив до коаліції на чолі з Канульським царством, брав участь у плюндруванні Лакамхі (відома як Паленке). У 610—611 роках Іцамнаах-Б'алам II втрутився в династичний конфлікт в Шукальнахському царстві. Він відновив на троні царя Ах-Наля.

## Спроби піднесення
У 613 році трон посів К'ініч-Татб'у-Холь III, проте про нього фактично відсутні відомості. У 629 році владу успадкував син останнього Яшун-Б'алам III. У 639 році він переміг війська Йокіб-Кінського царства. У 647 року Яшун-Балам III захопив у полон царя Хіш-Віца (Сапоте-Бобаля) Шукууб'-Чан-Ака. У 640-х роках довелося втручатися у нову боротьбу за владу в Шукальнахському царстві. Зрештою Яшун-Б'аламу III вдалося зберегти контроль над цією державою.
Втім уже у 650-х роках могутність Па'чана була послаблена, а у 653 році його цар визнав зверхність Йокіб-Кіна. Проте вже у 660-х роках Яшун-Балам III знову починає відновлювати потугу й проводити самостійну політику. Відомо, що у 668 році він здійснив успішний похід (на тепер невідомо про напрямок).
Син Яшун-Балама III — Іцамнаах-Б'алам III — продовжив політику попередника, доволі швидко відновив свою незалежність і вийшов із-під впливу царства Йокіб-Кін. Перший похід він здійснив за 8 місяців до своєї інтронізації. 681 року завдав поразки військам Наманського царства, союзника Йокіб-Кіна. У 689 році Іцамнаах-Б'алам III знову втрутився в династичні справи царства Шакульнах, відновивши там вплив Па'чан. Тим самим були відновлені межі впливу па'чанських царів. У 698—708 роках Іцамнаах-Б'алам III вимушений був протидіяти амбіціям Попо'ського царства. В цей же час встановлює династичний союз з Канульським царством. У 713 році було підкорено невеличке царство Б'уктуун.
Зовнішньополітичне становище Па'чанського царства в 720-х роках знову загострилося. У цей час царство Попо' втрачає контроль над Лівобережжям Усумасінти і відбувається посилення царства Сакц'і. Па'чан у 717 році втратив контроль над Шукальнахом, що став васалом Сакц'і. У середині 720-х років відбувається зближення Па'чана з Баакульським царством. Навесні 725 року війська Баакуля здобули перемогу над військами Йокіб-Кіна. Цар Па'чана втрутився в цю війну на боці Баакуля, але зазнав поразки у 726 році. У 729 році Іцамнаах-Б'алам III захопив у полон шукальнахського воєначальника Ах-Пополь-Чая. Але, незважаючи на цю поразку, Сакц'і зберегло контроль над Шукальнахом. Напочатку 730-х років па'чанський володар спрямував зусилля на послаблення Хіш-Віцького царства, союзника Йокіб-Кіна. У 732 році вдалося встановити зверхність над Хіш-Віцом.
На 742 рік Па'чанське царство контролювало території вздовж річки Усумасінти до поселення Ель-Чикосапоте, розташованого у 14 км від васального царства Ель-Кайо, васала Йокіб-Кіна. До складу Па'чана входили такі важливі центри, як Ла-Пасадіта на північному березі річки і Дос-Каобас на східному.
Водночас відбувається значна розбудова столиці: за володарювання Іцамнаах-Б'алам III зведено низку чудових будівель, з якими пов'язана велика кількість одвірків, різьблених сходинок і стел, що значною мірою вплинуло на зовнішній вигляд Яшчилану. Також у цей період споруджують підвісний міст, що з'єднав центр міста з другим берегом річки Усумасінта.

## Сум'яття
Між смертю Іцамнаах-Б'алама III в 742 році і інавгурацією його сина Яшун-Б'алама IV у 752 році минуло десять років. Цей час відомий у літературі як «міжцарів'я». У 742 році між дітьми різних дружин померлого царя розпочалася боротьба за владу. Цим скористався цар Йокіб-Кіни, який підтримав одного з претендентів, що зрештою став царем у 745 році — Йопаат-Б'алама II. Натомість він визнав зверхність йокібського царя Іцам-К'ан-Ака IV. Втім надалі стикнувся з інтригами свого зведеного брата Яшун-Б'алама. Зрештою й той у 752 році зумів скинути з трона Йопаат-Б'алама II й захопити владу.

## Піднесення
Новий цар — Яшун-Б'алам IV — доклав значні зусилля задля відновлення потуги і піднесення свого царства. Водночас він усіляко намагався довести законність сходження на трон. У цей час відбувається значне посиленням місцевої еліти — «сахалів». У 750-760-х роках здійснено низку успішних завоювань, завдяки яким Па'чан знову зміцнив свої позиції на Верхній Усумасінті, завдавши поразок царству Йокіб-Кін. Останній великий похід здійснено у 767 році. Водночас були укладені династичні шлюби з царства Ік' та Хіш-Віц. У цей час ведуться значні будівельні роботи, зводиться багато нових будівель та відбувається реконструкція старих.
За часів наступного царя — Іцамнаах-Б'алама IV — активізується зовнішня політика. Він з успіхом провів ряд великих військових кампаній проти сусідів. Особливо запеклі війни тривали з царством Йокіб-Кін у 770-х та на початку 780-х років. В останній чверті VIII ст. відбулося зближення Па'чанського царства з Шукальнахською державою, що позбавилася впливу Сакц'і. Союз зі Шукальнахом став причиною прямого військового зіткнення Па'чана з Сакц'і, якому у 787 році завдало рішучої поразки. Після цього було затверджено панування Па'чана на Лівобережжі Усумасінти. Наступними були військові кампанії проти північних і східних сусідів Па'чанського царства. У 788 році підкорено держави Ік' та Наман. До 796 року було переможено царство Лакамтуун.
У 796 році повстав ахав Наманського царства. В результаті війни 796—797 років Іцамнаах-Б'алам IV встановив контроль над Наманом. У 798 році здійснено похід на північний схід (підкорено якесь царством між Наманом і Хіш-Віцом — назва поки невідома). У 799 році було підкорено царство Хіш-Віц. Протягом 800 року здійснено три вдалі походи проти царства Лакамтуун. У результаті Па'чан став панівною державою в верхній і середній течії Усумасінти. Водночас різко скоротилося монументальне будівництво. На думку дослідників, економічні ресурси царства були виснажені постійними війнами.

## Занепад
Утім активна зовнішня політика тривала за наступного ахава — Татб'у-Холя IV. У 808 році він розпочав потужну кампанію проти Йокіб-Кінського царства, в результаті чого останнє зазнало цілковитої поразки, що призвело до падіння цього царства.
Втім тривалі війни підірвали економічну могутність держави, що призвело до соціальної напруженості. Ймовірно саме з нею стикнувся Татб'у-Холь IV. Про його наступників немає жодних відомостей. На думку дослідників, Па'чан як потужна держава припинив своє існування до середини IX ст. Археологічні дані свідчать про те, що незабаром після будівництва «Будівлі 3» Яшчилан припинив своє існування як великий центр. На великих площах з'явилися тепер звичайні будинки, жителі яких розбивали монументи для отримання щебеню (тому відсутні багато відомостей, зокрема щодо останніх царів). До середини Х століття столиця Па'чана повністю спорожніла.